# Hockenheimring
L'Hockenheimring è un circuito automobilistico che si trova vicino alla cittadina di Hockenheim nel nord del Land Baden-Württemberg in Germania. 
Fu costruito nel 1932 su dei sentieri nei boschi. Ora offre posto per oltre 120 000 spettatori.
Ha ospitato trentasette edizioni del Gran Premio di Germania di Formula 1 (nel 1970, dal 1977 al 1984, dal 1986 al 2006, nel 2008, nel 2010, nel 2012, nel 2014, nel 2016 e dal 2018 al 2019), ventidue del Gran Premio motociclistico di Germania (nel 1957, nel 1959, nel 1961, nel 1963, dal 1966 al 1967, nel 1969, nel 1971, nel 1973, nel 1975, nel 1977, nel 1979, dal 1981 al 1983, nel 1985, nel 1987, nel 1989 e dal 1991 al 1994) e dodici del Gran Premio di superbike di Hockenheim (dal 1988 al 1997 e dal 1999 al 2000).

## Storia
Nell'edizione 1976 la Nordschleife era stata teatro del grave incidente di Niki Lauda, per tale ragione il Gran Premio di Germania abbandonò il Nürburgring, per trasferirsi a Hockenheim. Quest'ultimo aveva già ospitato il Gran Premio di Germania nel 1970. La decisione del trasferimento venne presa dopo una visita sul circuito di alcuni piloti, tra cui lo stesso Lauda.
La scelta non era particolarmente gradita agli organizzatori, vista la minor capacità di accogliere spettatori del circuito di Hockenheim rispetto al Nürburgring.
A parte un'occasione nel 1985, il Gran Premio di Germania restò all'Hockenheimring, così col tempo il Nürburgring diventò sede della seconda corsa tedesca del mondiale, ospitando negli anni il Gran Premio d'Europa e quello del Lussemburgo.
Dal 2008 al 2013 l'Hockenheimring e il Nürburgring, entrambi alle prese con difficoltà finanziarie, si alternarono nell'organizzazione del Gran Premio nazionale, mentre dalla stagione 2014 invece tutte le edizioni del Gran Premio tedesco si sono svolte all'Hockenheimring.
L'edizione 2013 della corsa, prevista al Nürburgring, è stata a lungo tempo in dubbio a causa delle difficoltà degli organizzatori ad addivenire alle richieste di Bernie Ecclestone; si prospettò così la possibilità che il gran premio restasse a Hockenheim, pur nelle difficoltà finanziarie anche di questo tracciato. Sulla situazione pesa anche la diversa proprietà dei due circuiti: l'AvD (Automobilclub von Deutschland), proprietario del Nürburgring, era contrario all'effettuazione della corsa all'Hockenheimring, di proprietà dell'ADAC (Allgemeiner Deutscher Automobil-Club). Per tale ragione Ecclestone propose di chiamare la gara, in caso di permanenza a Hockenheim, Gran Premio d'Europa, vista la sua assenza nel calendario 2013.
Nella stagione 2015, il Gran Premio di Germania sarebbe dovuto tornare al Nürburgring, ma le difficoltà finanziarie del tracciato avevano aperto la possibilità che la gara si svolgesse all'Hockenheimring.
Nonostante la crisi economica del tracciato mettesse a rischio lo svolgimento della gara nel 2017, il Nürburgring era comunque disposto ad ospitare la Formula 1.
Il 16 dicembre 2015, Ecclestone conferma che anche nel 2017 il Gran Premio di Germania non si svolgerà al Gp-Strecke. Successivamente, dopo che gli organizzatori della pista di Hockenheim non sono riusciti a subentrare per via dei problemi economici, Georg Seiler, CEO dell'Hockenheimring, conferma che la corsa non si disputerà nel 2017.
Ha ospitato la gara inaugurale delle W Series nel 2019.

## Tracciato

### Il tracciato storico

Confronto tra la configurazione storica (in grigio) e quella del 2002 (in nero)

Il disegno originale degli anni trenta prevedeva la partenza poco fuori del centro abitato all'altezza dell'attuale Südkurve, la curva che immette sull'odierno rettilineo di partenza, per poi inoltrarsi nel bosco lungo strade preesistenti con un tracciato dalla forma triangolare lungo 12.045 metri e percorso in senso antiorario. Nel 1938 ebbero luogo i primi lavori per la realizzazione di quello che sarebbe diventato un vero impianto permanente, con vasti lavori di disboscamento che portarono alla realizzazione della Ostkurve, dei tratti di raccordo alle strade preesistenti e del raddoppio di tutta la sede stradale, conferendo alla pista la sua caratteristica forma ovale e conservando il senso di percorrenza antiorario. La configurazione classica del circuito era velocissima, con lunghi tratti rettilinei o con leggere curvature, raccordate da un numero molto ridotto di curve più lente e lunga 7.725 metri.
Dal 1964, a causa della costruzione dell'autostrada Mannheim-Walldorf che attraversava il vecchio tracciato nella zona all'immediata periferia del centro abitato, cominciarono i lavori della sezione definita Motodrom, caratterizzata da una serie di curve piuttosto lente, e di tutta l'area del traguardo, con nuovi box e nuove tribune. Inaugurato in occasione del Gran Premio motociclistico di Germania del 1966, questo tracciato, lungo 6.768 metri e da percorrere ora in senso orario, è stato usato (con minime modifiche) per oltre trent'anni. In occasione di questi lavori di ammodernamento, fu realizzata a ridosso del Motodrom anche una bretella parallela al nuovo rettilineo dei box, denominata Querspange, che dava vita a una configurazione ridotta del tracciato denominata Kleiner Kurs e lunga soli 2,6 km. A seguito dell'incidente mortale di Jim Clark in una gara di Formula 2 nel 1968, ed in vista del Gran Premio di Germania 1970, vennero inserite due varianti che interrompevano i lunghi tratti rettilinei, la prima delle quali fu dedicata al campione scozzese e costruita nel punto dove egli perse la vita, a circa metà del tratto che portava dalla prima curva (Nordkurve) alla Ostkurve. Nel 1982 questo circuito pose fine alla carriera di Pironi.
Dopo l'incidente mortale di Patrick Depailler nel 1980 durante una sessione di test privati della scuderia Alfa Romeo, nel 1982 venne introdotta un'ulteriore variante delimitata da pneumatici all'ingresso della veloce Ostkurve, il cui profilo sarebbe stato poi modificato nel 1992 sempre per motivi di sicurezza. Questa variante fu teatro dell'incomprensione tra Nelson Piquet ed Eliseo Salazar durante il doppiaggio del cileno avvenuto a circa metà gara, che portò al ritiro di entrambi e che costò al brasiliano la vittoria del Gran Premio di Germania 1982 fino ad allora dominato. Nel 1989 la variante Clark fu riprofilata e nel 1994 essa e quella intitolata ad Ayrton Senna subirono ancora delle modifiche per rallentare ulteriormente le vetture nei lunghi rettifili dell'autodromo.

### Il tracciato attuale

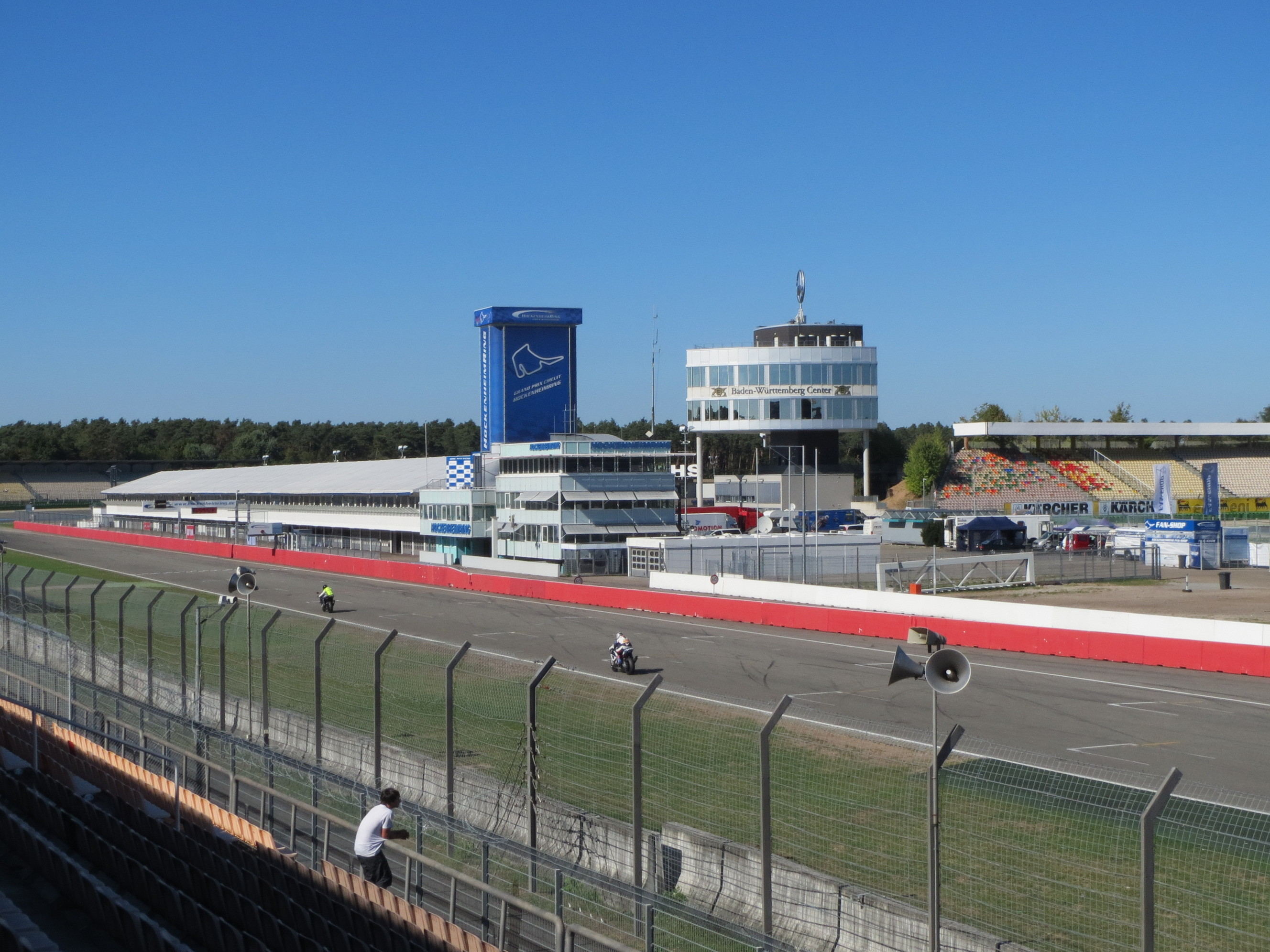
Il rettilineo dei box nel 2013

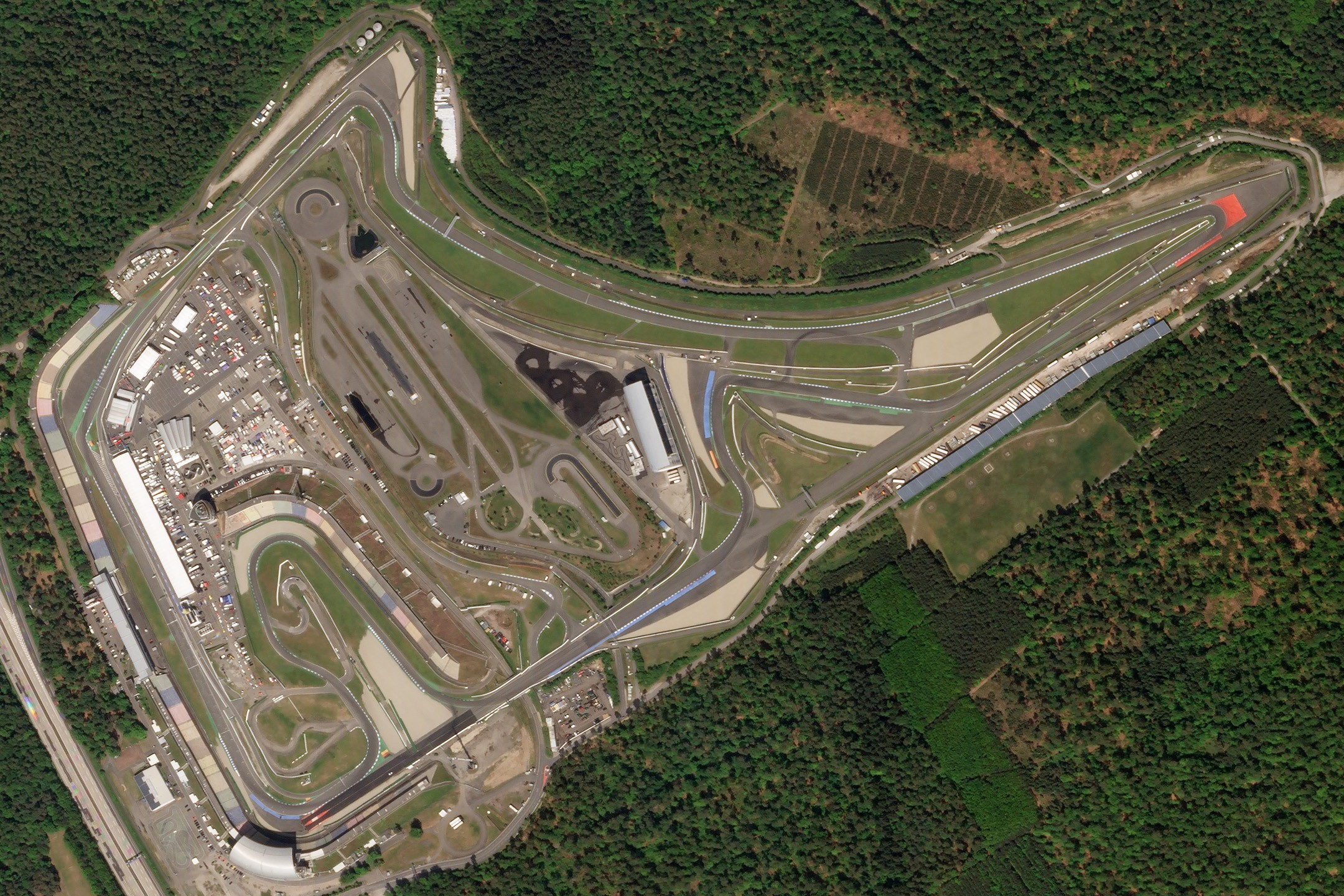
Vista satellitare del 2018 del tracciato

Su pressione da parte della Formula 1, che nei tratti boscosi non poteva esporre sufficienti cartelli pubblicitari e che pensava fosse più appetibile per gli spettatori un Gran Premio su un numero di giri maggiore, ma tra le proteste degli appassionati, nel 2002 il tracciato fu completamente stravolto, con la parte di alta velocità drasticamente accorciata, furono costruite nuove tribune e alcune curve a stretto raggio per creare maggiori possibilità di sorpasso per le monoposto di Formula 1. Il Land Baden-Württemberg sostenne finanziariamente la ristrutturazione e da allora il nome ufficiale del circuito è Hockenheimring Baden-Württemberg.
La pista passò dai 6.823 metri del 2001 ai 4.574 attuali. Oltre al tracciato principale fu costruito anche un centro di guida sicura all'interno dell'autodromo. Tutti questi lavori portarono al disboscamento di una vasta porzione di foresta: così, per compensare ciò, la parte non più in uso del tracciato (nel tratto compreso tra l'attuale curva 2 e la vecchia variante Senna) fu demolita, fra l'altro tra le proteste degli appassionati, per fini di rimboschimento.

## Mappe del circuito

La configurazione di 12120 m utilizzata dal 1932 al 1938
La configurazione di 7738 m utilizzata dal 1938 al 1965
Configurazione di 6768 m usata dal 1966 al 1969
La configurazione di 6823 m utilizzata per le competizioni automobilistiche dal 1992 al 2001
La configurazione di 4574 m utilizzata dal 2002